# Diego García Carrera
Diego García Carrera (Madrid, 19 de enero de 1996) es un deportista español que compite en atletismo, especialista en la disciplina de marcha.
Ganó dos medallas en el Campeonato Europeo de Atletismo, plata en 2018 y bronce en 2022, ambas en la prueba de 20 km.

## Trayectoria
Es internacional desde 2013 cuando debutó en el Campeonato Europeo sub-18. Fue campeón de España de 20 km en 2021.
En agosto de 2018, en el Campeonato Europeo, obtuvo la medalla de plata en la distancia de 20 km, al quedar segundo con un tiempo de 1:20:48, siendo superado por su compañero de equipo Álvaro Martín. En el Campeonato Europeo de 2022 ganó la medalla de bronce con un tiempo de 1:19:45, siendo superado por Álvaro Martín y el sueco Perseus Karlström.
Participó en los Juegos Olímpicos de Tokio 2020, ocupando el sexto lugar en la prueba de 20 km.
Fue campeón por equipos y medalla de bronce individual en los 20 km del Campeonato Mundial por Equipos de 2024. En los Juegos Olímpicos de París 2024 no pudo repetir el diploma obtenido en la anterior edición, terminando en el puesto 33.º.
Estudió el máster de Dirección de Comunicación en la Universidad Católica San Antonio de Murcia.

## Palmarés internacional
| Campeonato Europeo | Campeonato Europeo | Campeonato Europeo | Campeonato Europeo |
| Año                | Lugar              | Medalla            | Prueba             |
| ------------------ | ------------------ | ------------------ | ------------------ |
| 2018               | Berlín (Alemania)  | Medalla de plata   | 20 km marcha       |
| 2022               | Múnich (Alemania)  | Medalla de bronce  | 20 km marcha       |

## Resultados internacionales
| Representando a España | Representando a España | Representando a España | Representando a España  | Representando a España                 | Representando a España |
| Prueba                 | Puesto                 | Marca                  | Sede                    | Competición                            | Fecha                  |
| ---------------------- | ---------------------- | ---------------------- | ----------------------- | -------------------------------------- | ---------------------- |
| 10 km                  | 8.º                    | 43:41                  | Dudince (Eslovaquia)    | Copa Europeo de Marcha Atlética Júnior | 19 de mayo de 2013     |
| 10 000 m               | Medalla de bronce      | 42:03,32               | Donetsk (Ucrania)       | Campeonato Mundial sub-18              | 13 de julio de 2013    |
| 10 km                  | 4.º                    | 40:10                  | Taicang (China)         | Copa Mundial de Marcha Atlética        | 3 de mayo de 2014      |
| 10 000 m               | Medalla de plata       | 39:51,59               | Eugene (Estados Unidos) | Campeonato Mundial sub-20              | 25 de julio de 2014    |
| 10 000 m               | Medalla de oro         | 40:38                  | Murcia (España)         | Copa Europeo de Marcha Atlética        | 17 de mayo de 2015     |
| 10 000 m               | Medalla de oro         | 40:05:21               | Eskilstuna (Suecia)     | Campeonato Europeo sub-20              | 18 de julio de 2015    |
| 20 km                  | 29.º                   | 1:24:52                | Pekín (China)           | Campeonato Mundial                     | 23 de agosto de 2015   |
| 20 km                  | Medalla de oro         | 1:22:29                | Bydgoszcz (Polonia)     | Campeonato Europeo sub-23              | 16 de julio de 2017    |
| 20 km                  | Medalla de bronce      | 1:20:34                | Londres (Reino Unido)   | Campeonato Mundial                     | 13 de agosto de 2017   |
| 20 km                  | Medalla de plata       | 1:20:48                | Berlín (Alemania)       | Campeonato Europeo                     | 11 de agosto de 2018   |
| 20 km                  | 35.º                   | 1:41:14                | Doha (Catar)            | Campeonato Mundial                     | 4 de octubre de 2019   |
| 20 km                  | 6.º                    | 1:21:57                | Tokio (Japón)           | Juegos Olímpicos                       | 5 de agosto de 2021    |
| 20 km                  | 16.º                   | 1:23:21                | Eugene (Estados Unidos) | Campeonato Mundial                     | 15 de julio de 2022    |
| 20 km                  | Medalla de bronce      | 1:19:45                | Múnich (Alemania)       | Campeonato Europeo                     | 20 de agosto de 2022   |
| 20 km                  | 03 ! [ n 3 ]           | 1:19:51                | Antalya (Turquía)       | Campeonato Mundial por Equipos         | 21 de abril de 2024    |
| 20 km                  | 14.º                   | 1:22:56                | Roma (Italia)           | Campeonato Europeo                     | 8 de junio de 2024     |
| 20 km                  | 33.º                   | 1:23:10                | París (Francia)         | Juegos Olímpicos                       | 1 de agosto de 2024    |

1. ↑  Las distancias expresadas en metros indican pruebas en pista. Las distancias indicadas en kilómetros indican pruebas en ruta.
2. ↑   por equipos
3. ↑   por equipos

## Mejores marcas personales
| Prueba   | Marca    | Sede                   | Fecha                   |
| -------- | -------- | ---------------------- | ----------------------- |
| 3000 m   | 11:06,57 | Glasgow, (Reino Unido) | 25 de febrero de 2018   |
| 5000 m   | 19:03,16 | Plasencia, (España)    | 24 de junio de 2015     |
| 5 km     | 19ː37    | Toledo, (España)       | 19 de noviembre de 2016 |
| 10 000 m | 39:37,1  | Castellón, (España)    | 4 de mayo de 2019       |
| 10 km    | 39:58    | La Coruña, (España)    | 2 de junio de 2018      |
| 20 km    | 1h18:58  | La Coruña, (España)    | 8 de junio de 2019      |

1. ↑  Las distancias expresadas en metros indican pruebas en pista. Las distancias indicadas en kilómetros indican pruebas en ruta.
2. ↑  En pista cubierta